# Are You OK?
「Are You OK?」（アー・ユー・オーケー?）は、2001年10月24日に発売された槇原敬之の24枚目のシングル。発売元はワーナーミュージック・ジャパン。

## 概要
本作で「ミュージックステーション」出演。テレビ解禁作。M3は1993年アルバム『SELF PORTRAIT』収録「Witch hazel」ニューアレンジバージョン。初回プレス盤のみ収録。

## 収録曲
作詞・作曲・編曲:槇原敬之
1. Are You OK?
2. ファミレス
3. Witch hazel（French Disco Version）※初回プレスのみ
4. Are You OK?（BACKING TRACK）
5. ファミレス（BACKING TRACK）